# Lachides
Lachides is een geslacht van vlinders uit de familie van de Lycaenidae, de kleine pages, vuurvlinders en blauwtjes. De wetenschappelijke naam voor dit geslacht is voor het eerst voorgesteld door Juriy Pavlovitsj Nekroetenko in een publicatie uit 1984.

## Soorten
- Lachides galba (Lederer, 1855)
- Lachides parrhasius (Fabricius, 1793)